# قائمة القواميس حسب عدد الكلمات
هذه قائمة من القواميس التي تعتبر موثوقة أو كاملة من خلال العدد التقريبي للكلمات أو الكلمات الرئيسية المضمنة. لا تأخذ هذه الأرقام في الاعتبار المدخلات ذات المعاني لفئات الكلمات المختلفة (مثل الاسم والصفة) والتجانسات. على الرغم من أنه من الممكن حساب عدد مدخلات القاموس، إلا أنه لا يمكن حساب عدد الكلمات في اللغة. عند تجميع القاموس، يقرر مؤلفه ما إذا كان دليل الاستخدام كافيًا لتبرير مدخلات القاموس. هذا القرار يختلف عن تحديد ما إذا كانت الكلمة موجودة.[بحاجة لمصدر]

## القائمة
تعني الخلفية الخضراء أن قاموسًا معينًا هو الأكبر في لغةٍ معينة.
| اللغة             | عدد الكلمات التقريري | عدد الكلمات التقريري | القاموس | ملاحظات |
| ----------------- | -------------------- | -------------------- | --- | --- |
| الكورية           | 1,100,373            | 1100373              | 우리말샘 (ووري مال صيم، 2017) | قاموس مفتوح على الإنترنت يتضمن لهجات كوريا الجنوبية والشمالية. |
| الفنلندية         | 800,000              | 800000               | ريدفوكس برو | قاموس على الإنترنت. تحتوي النسخة المجانية على أكثر من 300 000 كلمة فنلندية بينما تحتوي النسخة الاحترافية على أكثر من 800 000 كلمة فنلندية. قام القاموس بتكتل قواميس أخرى، منها التقنية، وأكبر مجموعة تأتي من وردنت. ملاحظة: القاموس بشكل أساسي لا يتضمن التصريفات. |
| الكردية           | 735,320              | 735320               | سلطة قاموس اللغة الكردية، قاموس وحدة اللغة الكردية | يحتوي على 735 320 كلمة رئيسية من عدد قليل من اللهجات الكردية، ولكن في هذا الإحصاء، لم تحتسب اللهجات الكردية والمصطلحات والمباني باللغة الكردية، وبجميع اللهجات تحتوي اللغة الكردية على إجمالي 1,2 مليون كلمة يحتوي على 1,6 مليون كلمة مع جميع الاصطلاحات والعبارات. لم تفحص اللهجات في 735 320 كلمة: الكردية الجنوبية (Rojhilat Kurdish Dialects): (لكي، بايراي، فيلي، جاروسي (بيجاري)، كرمانشاهي، كولياي، كرد علي، مالكشاهي، سانيابي، كالهوري (كالحوري)، زانجانا، (لوري)، اللهجات الباشورية الكردية، اللهجات الكردية في روجافا، اللهجات الكردية الباكورية.                          |
| السويدية          | 600,000              | 600000               | معجم الأكاديمية السويدية، الأكاديمية السويدية | تضمن معجم الأكاديمية السويدية 470 000 كلمة من الحروف من A إلى T، ولكنه وصل إلى 600 000 كلمة عند الانتهاء من الأبجدية في عام 2017. يتضمن مسرد (ordlista) الأكاديمية السويدية الكلمات شائعة الاستخدام فقط، ويتضمن حاليًا 126 000 كلمة بعد إضافة 13 500 كلمة وإزالة 9 000 كلمة في طبعتها الأخيرة (SAOL 14)، بالإضافة إلى 200 000 كلمة إضافية لا تزال موجودة في الإصدارات السابقة. |
| الآيسلندية        | 560,000              | 560000               | Orðabók Háskólans (مُعجِم الجَامِعَة) | 43 000 كلمة أساسية و519 000 كلمة مركبة، وُثق أكثر من نصفها مرة واحدة فقط أو لم تطبع ('تركيبات فورية') |
| الإنجليزية        | 520,000              | 520000               | ويكاموس الإنجليزي | يحتوي على 520 000 مادة سرد و 928 989 مدخل في المجموع. |
| الإيطالية         | 500,000              | 500000               | Grande Dizionario Hoepli Italiano (قامُوس هوبلي الإيطاليّ الكبِير) | يقدر عدد أشكال الكلمات 'القابلة للنطق والكتابة' بأكثر من 2 مليون |
| اليابانية         | 500,000              | 500000               | قاموس اللغة اليابانية | [ 14 ] |
| الليتوانية        | 500,000              | 500000               | Lietuvių kalbos žodynas (القاموس الأكاديمي لليتوانية) | 22000 صفحة في 20 مجلداً مع اقتباسات من جميع أنواع التسجيلات المكتوبة واللهجوية بين 1547 و 2001. يمكن الوصول إليها عبر الإنترنت على www.lkz.lt. |
| الإنجليزية        | 470,000              | 470000               | قاموس ويبستر الدولي الجديد الثالث وقسم الإضافات | يحتوي على 470 000 مادة |
| الهولندية         | 400,000              | 400000               | قاموس اللغة الهولندية | تتكون المجلدات الـ 43 من القاموس (بما في ذلك ثلاثة ملاحق) من 49255 صفحة، تصف الكلمات الهولندية من عام 1500 إلى 1976. |
| التاميلية         | 380,000              | 380000               | Sorkuvai نسخة محفوظة 28 أكتوبر 2021 على موقع واي باك مشين. | قاموس مفتوح على الإنترنت تديره حكومة ولاية تاميل نادو. |
| الصينية           | 378,103              | 378103               | هانيو دا سيديان | تحتوي النسخة الثالثة من الإصدار الرقمي على 18 014 كلمة أحادية المقطع و 336 706 كلمة مركبة و 23383 تعبيرًا (تشينجيو) و 504040 تعريفًا و 861956 مثالًا. |
| الإنجليزية        | 350,000              | 350000               | قاموس التراث الأمريكي للغة الإنجليزية، الطبعة الثالثة | يذكر في مقدمة الإصدارين الرابع والخامس أنه أُضيف أكثر من 10 000 كلمة وبذلك يصبح الإجمالي للطبعة الخامسة أكثر من 370 000 كلمة.[إخفاق التحقق] |
| الفنلندية         | 350,000              | 350000               | قاموس اللهجات الفنلندية (قيد التطوير) | سوف يتضمن قاموس اللهجات الفنلندية (SMS) 350 000 كلمة من لهجات مختلفة، مع تعريفات موثقة جيدًا، استنادًا إلى أرشيف الكلمات باللهجات الفنلندية (Suomen murteiden sana-arkisto) المكونة من 400 000 كلمة، مع أكثر من 8 ملايين تعريف. |
| الفارسية          | 343,466              | 343466               | قاموس دهخدا، 1998 (ردمك 9789640396025) | تتألف السلسلة الأصلية في البداية من 3 ملايين سجل (فیش سمك أو برگه بارجة بالفارسية) (حتى 100 سجل لكل كلمة أو اسم علم) حتى وفاة دهخدا في نوفمبر 1955، وتحتوي حاليًا على 343 466 مدخلًا وفقًا لآخر إصدار رقمي للقاموس الذي أعدته مطبعة جامعة طهران (الإصدار 3.0) والمعتمد على مكتبة متنامية باستمرار تضم أكثر من 2 300 مجلد في علم المعاجم ومختلف المجالات العلمية الأخرى.[استشهاد دائري] |
| النرويجية         | 330,000              | 330000               | القاموس النرويجي | يحتوي القاموس النهائي على حوالي 330 000 كلمة رئيسية، بينما تحتوي المجموعة الذي بني عليها على حوالي 500 000 كلمة في المجموع. |
| الألمانية         | 330,000              | 330000               | قاموس الألمانية | 330 000 كلمة مستخدمة منذ منتصف القرن الخامس عشر. قاموس دودن الكبير للغة الألمانية يحتوي على أكثر من 200 000 كلمة معاصرة. |
| النرويجية         | 300,000              | 300000               | قاموس تانوم الإملائي الكبير (الطبعة العاشرة) Tanums store rettskrivningsordbok | [ 25 ] |
| الكجراتية         | 281,377              | 281377               | بهاغافادجوماندال | 2,81 لك (281 ألف) كلمة ومعناها في 9 مجلدات. يعمل أيضًا كموسوعة مع ما يقرب من 8,22 لك (822 ألف) كلمة. |
| الأردية           | 264,000              | 264000               | Urdu Lughat | [ 29 ] |
| الأوكرانية        | 253,000              | 253000               | Великий орфографічний словник сучасної української лексики (قاموس الإملاء الكبير من المفردات الأوكرانية الحديثة)                                                                                                 | يحتوي على 253 000 مدخل. |
| التشيكية          | 250,000              | 250000               | Příruční slovník jazyka českého (كتيب اللغة التشيكية) | طُبعت تسع مجلدات من هذا القاموس في الأعوام 1935-1957. تحتوي على حوالي 250 000 كلمة، معانيها وأمثلة على استخدامها من الأدب. القاموس متاح على الإنترنت. |
| البرتغالية        | 250,000              | 250000               | Dicionário Houaiss da Língua Portuguesa (قاموس هويس للغة البرتغالية ‏) | بإجمالي 250 000 كلمة في اللغة، مع أكبر قاموس يحتوي على 171 000 كلمة. |
| الصربية الكرواتية | 241,000              | 241000               | Rečnik srpskohrvatskog književnog i narodnog jezika (قاموس اللغة الصربية الكرواتية الأدبية والشعبية ‏) | هذا القاموس غير مكتمل. وقد نُشر حتى الآن 20 مجلدا من أصل 40 مجلدا مقررًا. هذه المجلدات 20 تحتوي على 241 000 كلمة رئيسية. عند اكتمال هذا القاموس، سيكون له حوالي 500 000 مصطلح. |
| البيلاروسية       | 223,000              | 223000               | Большой словарь белорусского языка (القاموس الشامل للغة البيلاروسية) | [ 35 ] |
| الإنجليزية        | 207,016              | 207016               | وردنت، 3.1 | اعتبارًا من نوفمبر 2012، فإنَّ أحدث إصدار عبر الإنترنت من ووردنيت هو 3.1. تحتوي قاعدة البيانات على 155 327 كلمة منظمة في 175,979 مجموعات ليصبح المجموع 207,016 زوجًا لمعنى الكلمات. |
| الفنلندية         | 201,000              | 201000               | Nykysuomen sanakirja (قاموس الفنلندية الحديثة) ‏، 1961 | يمكن ترجمة Nykysuomen sanakirja إلى قاموس اللغة الفنلندية الحديثة أو معجم الفنلندية المعاصرة، ولكن يمكن أن تكون اللغة قديمة تمامًا؛ القاموس يعكس اللغة فقط لأنها كانت في موعد أقصاه عام 1961. على الرغم من نشره مرة أخرى، إلا أنه لم يتم تحديثه. يحتوي القاموس على أكثر من 201 000 كلمة رئيسية في ستة مجلدات. بالنسبة للغة الحديثة، يعتبر المعجم الجديد للغة الفنلندية الحديثة أكثر صلة. |
| الدنماركية        | 200,000              | 200000               | Ordbog over det danske Sprog (قاموس اللغة الدنماركية) ‏ | قاموس تصونه جمعية اللغة والأدب الدنماركية. يغطي استخدام اللغة الدنماركية ما بين 1700 – 1950 م. تحتفظ الجمعية أيضًا بقاموس شقيق، القاموس الدنماركي (Den Danske Ordbog) يغطي استخدام اللغة منذ عام 1950. |
| الروسية           | 200,000              | 200000               | Толко́вый слова́рь живо́го великору́сского языка́ (قاموس توضيحي للغة الروسية العظمى الحية) | [ 39 ] |
| السلوفاكية        | 200,000              | 200000               | Slovník slovenského jazyka . 1959 – 1968. (قاموس اللغة السلوفاكية من 1959-1968،) Slovník súčasného slovenského jazyka A – G, H – L, M – N (قاموس اللغة السلوفاكية المعاصرة A - G، H - L، M - N 2006، 2011، 2015) | معلومات حول عدد الكلمات باللغة السلوفاكية التي كتبها معهد اللغويات أودوفيت ستورا (Jazykovedný ústav Ľ. Štúra) 1 |
| الهندية           | 183,175              | 183175               | النسخة الهندية من ويكاموس | ।[بحاجة لمصدر] |
| الرومانية         | 180,000              | 180000               | dexonline | القاموس على الإنترنت. مشروع رقمنة 67 قاموس عام ومتخصص وقديم. أُطلق في عام 2001. واعتبارًا من عام 2013، احتوى على أكثر من 180.000 مفردة و 576 000 تعريف. |
| الإنجليزية        | 171,476              | 171476               | قاموس أكسفورد الإنجليزي، الطبعة الثانية | يحتوي قاموس أكسفورد على 273 000 كلمة رئيسية. منها 171 476 كلمة قيد الاستخدام الحالي، 47156 لفظ مهجور وحوالي 9 500 كلمة مشتقة مدرجة كمدخلات فرعية. يحتوي القاموس على 157 000 مجموعة ومشتقات مبرزة، و169 000 عبارة وتركيبة بخط مائل غامق، مما يجعل الإجمالي أكثر من 600 000 صيغة كلمة. هناك تعداد واحد يضع المفردات الإنجليزية في حوالي مليون كلمة - ولكن من المفترض أن يتضمن هذا العدد كلمات مثل أسماء الأنواع اللاتينية، والكلمات ذات البادئة واللاحقة، والمصطلحات العلمية، والمصطلحات المهنية، والكلمات الأجنبية ذات الاستخدام المحدود للغاية للغة الإنجليزية، والاختصارات التقنية. |
| القازاقية         | 166,000              | 166000               | 15 томдық "Қазақ тілінің түсіндірме сөздігі" | القاموس التوضيحي للغة الكازاخستانية |
| الروسية           | 150,000              | 150000               | Большой академический словарь русского языка | قاموس الأكاديمية الكبرى للغة الروسية |
| البيلاروسية       | 150,000              | 150000               | Слоўнік беларускай мовы | [ 47 ] |
| البولندية         | 140,000              | 140000               | Wielki słownik ortograficzny PWN (القاموس الإملائي الكبير) | يحتوي قاموس الإملاء الكبير (PWN) على كلمات جديدة وأسماء علم وأحدث التغييرات الإملائية. |
| الفرنسية          | 135,000              | 135000               | Trésor de la Langue Française informatisé (كنز اللغة الفرنسية المحوسب ‏) | ATILF (تحليل ومعالجة معلوماتية للغة الفرنسية)135 000 كلمة(قاموس لاروس للفرنسية، نشر منشورات لاروس) |
| الأوكرانية        | 134,058              | 134058               | Словник української мови (The Dictionary of the Ukrainian language) | انتُهي من القاموس في أواخر سبعينيات - أوائل ثمانينيات القرن العشرين |
| الروسية           | 130,000              | 130000               | Большой толковый словарь русского языка | القاموس الكبير للغة الروسية |
| الإندونيسية       | 127,036              | 127036               | Kamus Besar Bahasa Indonesia, 5th edition, 2016 | |
| الأرمينية الشرقية | 125,000              | 125000               | Ժամանակակից հայոց լեզվի բացատրական բառարան (القاموس التوضيحي للغة الأرمنية الحديثة) | [ 54 ] |
| التاميلية         | 124,405              | 124405               | جامعة مدراس Tamil Lexicon | يتضمن القاموس 124 405 مدخلة منفصلة. |
| العربية(1)        | 120,000              | 120000               | تاج العروس من جواهر القاموس | يتضمن القاموس 120 000 مدخلًا في 40 مجلدًا، حيث يتألف المدخل الواحد من عشرات الكلمات. |
| البلغارية         | 119,200              | 119200               | (Многотомен) Речник на българския език قاموس اللغة البلغارية (قاموس توضيحي أكاديمي أحادي اللغة)، +15 مجلد | يغطي هذا القاموس مفردات 150 عامًا للغة البلغارية وقد جمعه وحرره اللغويون (مؤلفو المعاجم الأصليون والمعاجمون الأصليون) من معهد اللغة البلغارية (جزء من أكاديمية العلوم البلغارية). وهي تشمل الكلمات الأساسية والشائعة الاستخدام والأدبية والعامية والجدلية والقديمة والبلغارية القديمة، بالإضافة إلى بعض المصطلحات المتخصصة. ينتهي المجلد الأخير (الخامس عشر) المنشور في عام 2015 بكلمات رئيسية تبدأ بالحرف (السيريلية البلغارية) Р. |
| التركية           | 114,767              | 114767               | Güncel Türkçe Sözlük (القاموس التركي الحالي) | قاموس مجمع اللغة التركية على الإنترنت |
| البيلاروسية       | 112,462              | 112462               | Skarnik | اعتبارًا من أغسطس 2019، يحتوي القاموس البيلاروسي-الروسي على 112 462 كلمة. |
| السلوفينية        | 110,180              | 110180               | Slovar slovenskega knjižnega jezika (قاموس اللغة الأدبية السلوفينية) الطبعة الثانية، 2014 | القاموس الرسمي للغة السلوفينية الحديثة هو Slovar slovenskega knjižnega jezika (SSKJ ؛ قاموس السلوفيني القياسي). نشرته دار النشر الحكومية السلوفينية (Državna Založba Slovenije) في خمسة مجلدات من قبل بين عامي 1970 و 1991 ويحتوي على أكثر من 100 000 مدخلة ومدخلات فرعية مع نبرات وتسميات جزء من الكلام وتجميعات مشتركة ومؤهلات مختلفة. في التسعينيات، نُشرت نسخة إلكترونية من القاموس وهي متاحة على الإنترنت. |
| الفنلندية         | 102,174              | 102174               | Kielitoimiston sanakirja, 2018 | القاموس على الإنترنت. اختار معهد اللغات في فنلندا (معهد حكومي) المفردات الأساسية، ولم تُضمن العديد من الكلمات الرئيسية. |
| الأفريقانية       | 100,000              | 100000               | Handwoordeboek van die Afrikaanse Taal (HAT), 2015 | يحتوي الإصدار السادس الجديد على 3 228 كلمة رئيسية جديدة و5365 معنى. |
| البولندية         | 100,000              | 100000               | Słownik języka polskiego PWN (القاموس البولندي) | يحتوي القاموس البولندي (PWN) على حوالي 100 000 مدخلةو 145 000 تعريف. |
| الفرنسية          | 100,000              | 100000               | Dictionnaire Le Grand Robert de la langue française, 2019 (قاموس لو غران روبير للغة الفرنسية 2019) | يحتوي على 100 000 كلمة و350,000 تعريف. |
| الألمانية         | 100,000              | 100000               | Österreichisches Wörterbuch, 2018 (القاموس النمساوي ‏ 2018) | القاموس الرسمي للغة الألمانية في جمهورية النمسا. |
| الإسبانية         | 93,000               | 93000                | Diccionario de la lengua española de la Real Academia Española (قاموس اللغة الإسبانية للأكاديمية الملكية الإسبانية) الطبعة 23، 2014                                                                              | [ 65 ] |
| سورانية كردية     | 92,000               | 92000                | فەرهەنگی زانستگای كوردستان | يحتوي على 92 000 كلمة رئيسية باللهجة السورانية. |
| الإسبانية         | 90,000               | 90000                | DICCIONARIO DE USO DEL ESPAŃOL, 2007 (قاموس الاستخدام الأسباني، 2007) | يحتوي على 90 000 كلمة رئيسية و 190,000 معنى. |
| الهولندية         | 90,000               | 90000                | Van Dale, 14th edition, 2005 | [ 67 ] |
| الكتالونية        | 88,500               | 88500                | Gran Diccionari de la llengua catalana (قاموس كبير للغة الكاتالونية، يتضمن التعريفات فيDiccionari de la llengua catalana)                                                                                        | يحتوي على 88 500 كلمة رئيسية و172,000 تعريف. |
| الصينية           | 85,568               | 85568                | Zhonghua Zihai | أكبر قاموس مقاطع يغطي جميع اللهجات الصينية، تجميع للمقاطع الصينية قيد الاستخدام على مدى ثلاثة آلاف عام من التاريخ المكتوب. |
| العربية           | 83,015               |                      | المعجم المعاصر 2019 | يحتوي الإصدار الأول (2019) على ما يقرب من 83,015 مدخلة. |
| الماليزية         | 82,900               | 82900                | قاموس ديوان (الملايوي), 4th Edition, 2005 | |
| العربية           | 80,000               | 80000                | لسان العرب | يحتوي القاموس على حوالي 80 000 مدخلة. |
| الرومانية         | 67,000               | 67000                | Dicționarul explicativ al limbii române (نشر الأكاديمية الرومانية) | القاموس التوضيحي للغة الرومانية |
| العربية           | 60,000               | 60000                | القاموس المحيط، والقابوس الوسيط | يحتوي على حوالي 60 000 مدخلة. |
| الأمازيغية        | 60,000               | 60000                | Grand dictionnaire Français-Tamazight | القاموس الكبير فرنسي-أمازيغي (بقلم عبد الحفيظ إدريس) |
| الغاليسية         | 59,999               | 59999                | Dicionario da Real Academia Galega (قاموس الأكاديمية الملكية الغاليسية) | [ 75 ] |
| الأرمينية الغربية | 56,000               | 56000                | Հայոց լեզուի նոր բառարան | قاموس جديد للغة الأرمنية |
| التترية           | 56,000               | 56000                | Татарско-русский словарь Ш.Н. Асылгараева, Ф.А. Ганиева, М.З. Закиева, К.М. Миннуллина, Д.Б. Рамазанова | قاموس تتري-روسي لشي.إن. آسيلجرافيف، إن.آيه. جانييف، إم.زد. زاكييف، كيه.إم. مينولين، دي.بي. رامازانوفا |
| التركمانية        | 50,000               | 50000                | Türkmen diliniň düşündirişli sözlügi | القاموس التركماني التوضيحي |
| الأذرية           | 44,750               | 44750                | Azərbaycan dilinin izahlı lüğəti | القاموس التوضيحي الأذربيجاني |
| العربية           | 40,000               | 40000                | تاج اللغة وصحاح العربية | يحتوي على حوالي 40 000 مدخلة. |
| البشكيرية         | 40,000               | 40000                | Башкирско-русский словарь Ураксин З.Г. | القاموس البشكيري-الروسي لأوراكسين زد. جي. |
| تشوفاش            | 40,000               | 40000                | Чувашско-русский словарь Скворцова М. И. | قاموس تشوفاش-الروسي لسكفورتسوفا إم. آي. |
| الدرغينية         | 40,000               | 40000                | Даргинско-русский словарь Юсупова Х. А. | قاموس درغيني-روسي لليوسوبوف إتش. آيه. |
| لاتينية كلاسيكية  | 39,589               | 39589                | قاموس أكسفورد اللاتيني | يتضمن 39 589 مدخلًا لاتينيًا كلاسيكيًا، بما في ذلك الاقتراضات من اليونانية والغالية واللهجات الإيطالية الأخرى والسنسكريتية وغيرها. هناك حوالي: 10,000 صفة، 2,123 ظرفًا، 46 اقترانًا، 77 إقحامًا، 17,450 اسمًا، 26 جسيمًا، 39 حرف جر، 17 ضميرًا، و5,986 فعلًا. الإدخالات المتبقية هي مراجع لمدخلات أخرى (مثل الهجاء البديل أو الإصدارات القديمة)، والبادئات، واللواحق، والمصطلحات التي لم يترجمها المحررون الأصليون. |
| الأوارية          | 36,000               | 36000                | Аварско-русский словарь Гимбатова. М. М. | القاموس الأواري الروسي لإم إم. جيمباتوف |
| الليزغينية        | 28,000               | 28000                | Лезгинско-русский словарь: Б. Б Талибов, М. М. Гаджиев | القاموس الليزغيني الروسي، لبي. بي. تاليبوف، وإم. إم. جادجييف |
| الشيشانية         | 20,000               | 20000                | Чеченско-русский словарь. Алироев, И.А.; Хамидова, З.Х.; Алексеев, М.Е. | القاموس الشيشاني الروسي لآيه. أليرويف، وز. خميدوفا، وإم. إي. أليكسيف |
| القبردينية        | 20,000               | 20000                | Кабардинско-русский словарь. М. Л. Апажев, Н. А. Багов | القاموس القبرديني الروسي. لإم. إل. أباشيف وإن. إيه. باجوف |
| كتشوا             | 20,000               | 20000                | Diccionario Quechua-Español Lira Jorge | قاموس ليرا جورج للغة الكتشوا-الإسبانية |
| إسبرانتو          | 16,780               | 16780                | Plena Ilustrita Vortaro de Esperanto (القاموس المصور الكامل للاسبرانتو) | يتضمن 46,890 وحدة معجمية. |
| الإنغوشية         | 11,142               | 11142                | Ингушско-русский словарь. М. С. Мургустов. | قاموس إنغوشي-روسي من تأليف إم. مورجستوف. |

## هوامش
- «1»: حسب كتاب «المزهر في علوم اللغة وأنواعها» لجلال الدين السيوطي «وذكر حمزة الأصبهاني في كتاب الموازنة فيما نقله عنه المؤرخون قال: ذَكَر الخليل في كتاب "العَيْن" أن مبلغ عدد أبنية كلام العرب المُسْتَعمَل والمهمل على مراتبها الأربع، من الثنائي والثلاثي والرباعي والخماسي من غير تكرار، اثنا عشر ألف ألف وثلاثمئة ألف وخمسة آلاف وأربعمائة واثنا عشر: [12305412] الثنائي سَبعمائة وستة وخمسون [756]، والثلاثي تسعة آلاف ألف وستمائة وخمسون [9000650]، والرباعي أربعمائة مائة ألف وواحد وتسعون ألفًا وأربعمائة [491400]، والخماسي أحمد عشر ألف ألف وسبعمائة ألف وثلاثة وتسعون ألفًا وستمائة [11793600]».[ar 3][ar 4]

### باللغة الإنجليزية
1. ↑  "How many words are there in the English language?". قاموس أكسفورد الإنجليزي. مؤرشف من الأصل في 2016-09-07. اطلع عليه بتاريخ 2018-08-14.
2. ↑  "The Biggest Vocabulary?". ذي إيكونوميست. 23 يونيو 2010. مؤرشف من الأصل في 2018-08-15. اطلع عليه بتاريخ 2018-08-14.
3. ↑  "우리말샘 - 사전 통계". 우리말샘. مؤرشف من الأصل في 2023-03-15. اطلع عليه بتاريخ 2017-11-09.
4. ↑  "RedFox Sanakirja: Sisältöpäivitykset" (بالفنلندية). Redfox languages Oy. Archived from the original on 2020-08-11. Retrieved 2019-08-08.
5. ↑  "Suomen suurin sanakirja julkaistiin ilmaisena netissä" (بالفنلندية). أوليسراديو. Archived from the original on 2019-08-08. Retrieved 2019-08-08.
6. ↑  Deng Publications Dictionary of all Kurdish dialects (2017). Dictionary of all Kurdish dialects. حكومة إقليم كردستان: Deng publications.
7. ↑  "Engelsk har næppe flere ord end dansk". videnskab.dk. مؤرشف من الأصل في 21 تشرين الثاني 2020. اطلع عليه بتاريخ 2016-08-14. {{استشهاد ويب}}: تحقق من التاريخ في: |تاريخ أرشيف= (مساعدة)
8. ↑  SAOL نسخة محفوظة 30 تشرين الأول 2020 على موقع واي باك مشين.. Svenska Akademien. Retrieved 14 August 2016.
9. ↑  "Hvað eru til mörg orð í íslensku?". جامعة أيسلندا. مؤرشف من الأصل في 2016-09-24. اطلع عليه بتاريخ 2016-08-07.
10. ↑  "Statistics". en.wiktionary.org. مؤرشف من الأصل في 14 تشرين الثاني 2020. اطلع عليه بتاريخ 2020-05-29. {{استشهاد ويب}}: تحقق من التاريخ في: |تاريخ أرشيف= (مساعدة)
11. ↑  "Grande dizionario Hoepli italiano". مؤرشف من الأصل في 20 نيسـان 2020. اطلع عليه بتاريخ 24 March 2020. {{استشهاد ويب}}: تحقق من التاريخ في: |تاريخ أرشيف= (مساعدة)
12. ↑  "Dizionario di italiano". مؤرشف من الأصل في 2020-03-24. اطلع عليه بتاريخ 2020-03-24.
13. ↑  "Quante parole ci sono nel dizionario italiano?". مؤرشف من الأصل في 13 كانون الأول 2016. اطلع عليه بتاريخ 23 February 2017. {{استشهاد ويب}}: تحقق من التاريخ في: |تاريخ أرشيف= (مساعدة)
14. ↑  "NIHON KOKUGO DAIJITEN". جامعة إنديانا. مؤرشف من الأصل في 2016-09-05. اطلع عليه بتاريخ 2016-08-07.
15. ↑  "Dictionary of the Lithuanian Language". 2002. مؤرشف من الأصل في 2017-08-11. اطلع عليه بتاريخ 2018-04-19.
16. ↑  "How many words are there in English?". www.merriam-webster.com. مؤرشف من الأصل في 11 تشرين الثاني 2020. اطلع عليه بتاريخ 2018-05-15. {{استشهاد ويب}}: تحقق من التاريخ في: |تاريخ أرشيف= (مساعدة)
17. ↑  "Woordenboek der Nederlandsche Taal". مؤرشف من الأصل في 2017-08-10. اطلع عليه بتاريخ 2017-08-09.
18. ↑  "Government to launch Tamil word bank". The Hindu (بالإنجليزية الهندية). Special Correspondent. 2019-02-05. ISSN:0971-751X. Archived from the original on 28 كانون الأول 2020. Retrieved 2020-05-10. {{استشهاد بخبر}}: تحقق من التاريخ في: |تاريخ أرشيف= (help)صيانة الاستشهاد: آخرون (link)
19. ↑  "漢語辭書出版的里程碑" (بالصينية). Archived from the original on 1 تشرين الثاني 2020. Retrieved 2020-10-28. {{استشهاد ويب}}: تحقق من التاريخ في: |تاريخ أرشيف= (help)
20. ↑  Soukhanov، Anne H. (1992). The American Heritage Dictionary of the English Language. ISBN:0395448956.
21. ↑  "Suomen murteiden sanakirja" (بالفنلندية). Institute for the Languages of Finland. Archived from the original on 19 كانون الأول 2020. Retrieved 2019-08-08. {{استشهاد ويب}}: تحقق من التاريخ في: |تاريخ أرشيف= (help)
22. ↑  "Suomen murteiden sana-arkisto: Pääkokoelma" (بالفنلندية). Institute for the Languages of Finland. Archived from the original on 2019-08-08. Retrieved 2019-08-08.
23. ↑  "نسخة مؤرشفة". مؤرشف من الأصل في 31 آب 2019. اطلع عليه بتاريخ 28 كانون الأول 2020. {{استشهاد ويب}}: تحقق من التاريخ في: |تاريخ الوصول= (مساعدة)
24. ↑  قاموس دهخدا
25. 1 2  "Antall ord i norsk". Språkrådet (بالنرويجية). Archived from the original on 11 تشرين الثاني 2020. Retrieved 2017-09-29. {{استشهاد ويب}}: تحقق من التاريخ في: |تاريخ أرشيف= (help)
26. ↑  "Großes Wörterbuch der deutschen Sprache". أكاديمية برلين براندنبورغ للعلوم. مؤرشف من الأصل في 11 تشرين الثاني 2013. اطلع عليه بتاريخ 16 August 2016. {{استشهاد ويب}}: تحقق من التاريخ في: |تاريخ أرشيف= (مساعدة)
27. ↑  "Deutsches Wörterbuch von Jacob Grimm und Wilhelm Grimm (The German Dictionary of the Brothers Grimm)". أكاديمية برلين براندنبورغ للعلوم & أكاديمية هايدلبرغ للعلوم والعلوم الإنسانية. مؤرشف من الأصل في 2016-08-12. اطلع عليه بتاريخ 2016-08-16. Also available online نسخة محفوظة 5 كانون الأول 2020 على موقع واي باك مشين..
28. ↑  "What is Bhagavadgomanal?". bhagavadgomandalonline.com. Pravin Prakashan Pvt. Ltd. مؤرشف من الأصل في 2020-05-09. اطلع عليه بتاريخ 2018-03-04.
29. ↑  "New Urdu dictionary heavily influenced by TV news". أطربون. مؤرشف من الأصل في 2020-02-12. اطلع عليه بتاريخ 2020-02-11.
30. ↑  "Великий зведений орфографічний словник сучасної української лексики". 2003. مؤرشف من الأصل في 28 كانون الأول 2020. اطلع عليه بتاريخ 28 كانون الأول 2020. {{استشهاد ويب}}: تحقق من التاريخ في: |تاريخ الوصول= و|تاريخ أرشيف= (مساعدة)
31. ↑  "Великий зведений орфографічний словник сучасної української лексики".
32. ↑  "Příruční slovník jazyka českého". www.ujc.cas.cz. مؤرشف من الأصل في 13 تشرين الأول 2020. اطلع عليه بتاريخ 28 كانون الأول 2020. {{استشهاد ويب}}: تحقق من التاريخ في: |تاريخ الوصول= و|تاريخ أرشيف= (مساعدة)
33. ↑  "Portuguese words you need to know to build your Portuguese vocabulary". www.mondly.com. مؤرشف من الأصل في 20 تشرين الأول 2020. اطلع عليه بتاريخ 28 كانون الأول 2020. {{استشهاد ويب}}: تحقق من التاريخ في: |تاريخ الوصول= و|تاريخ أرشيف= (مساعدة)
34. ↑  Bogutović, Dragan (10 August 2018). "Rečnik SANU: Još pola veka do slova "Š"". Večernje novosti. مؤرشف من الأصل في 30 كانون الأول 2019. اطلع عليه بتاريخ 30 December 2019. {{استشهاد ويب}}: تحقق من التاريخ في: |تاريخ أرشيف= (مساعدة)
35. ↑  "نسخة مؤرشفة". مؤرشف من الأصل في 27 تشرين الثاني 2018. اطلع عليه بتاريخ 28 كانون الأول 2020. {{استشهاد ويب}}: تحقق من التاريخ في: |تاريخ الوصول= و|تاريخ أرشيف= (مساعدة)
36. ↑  "نسخة مؤرشفة". مؤرشف من الأصل في 26 كانون الأول 2020. اطلع عليه بتاريخ 28 كانون الأول 2020. {{استشهاد ويب}}: تحقق من التاريخ في: |تاريخ الوصول= و|تاريخ أرشيف= (مساعدة)
37. ↑  Kolehmainen, Taru: "Viisikymmentä vuotta Nykysuomen sanakirjan alullepanosta" (بالفنلندية). Institute for the Languages of Finland. Archived from the original on 12 تـمـوز 2019. Retrieved 2019-08-08. {{استشهاد ويب}}: تحقق من التاريخ في: |تاريخ أرشيف= (help) Kielikello 10/1977.
38. ↑  Ordbog over det danske Sprog نسخة محفوظة 23 تشرين الثاني 2020 على موقع واي باك مشين., Society for Danish Language and Literature
39. ↑  Толковый словарь живого великорусского языка. Современное написание. В 4-х томах. مؤرشف من الأصل في 4 تـمـوز 2020. اطلع عليه بتاريخ 28 كانون الأول 2020. {{استشهاد بكتاب}}: تحقق من التاريخ في: |تاريخ الوصول= و|تاريخ أرشيف= (مساعدة)
40. ↑  Robert McCrum, William Cran, & Robert MacNeil. The Story of English. New York: Penguin, 1992: 1
41. ↑  Oxford English Dictionary, Second Edition, Volume 1. Oxford University Press, 1989.
42. ↑  Algeo 1999.
43. ↑  "How many words are there in the English language?". قاموس أكسفورد الإنجليزي. مؤرشف من الأصل في 2016-08-05. اطلع عليه بتاريخ 2016-08-06.
44. ↑  Bas Aarts؛ Sylvia Chalker؛ Edmund Weiner (16 يناير 2014). The Oxford Dictionary of English Grammar. OUP Oxford. ص. 436–. ISBN:978-0-19-107900-9. مؤرشف من الأصل في 2020-12-31.
45. ↑  "نسخة مؤرشفة". مؤرشف من الأصل في 21 شباط 2020. اطلع عليه بتاريخ 23 نيسـان 2020. {{استشهاد ويب}}: تحقق من التاريخ في: |تاريخ الوصول= (مساعدة)
46. ↑  "نسخة مؤرشفة". مؤرشف من الأصل في 13 نيسـان 2019. اطلع عليه بتاريخ 28 كانون الأول 2020. {{استشهاد ويب}}: تحقق من التاريخ في: |تاريخ الوصول= و|تاريخ أرشيف= (مساعدة)
47. ↑  "نسخة مؤرشفة". مؤرشف من الأصل في 27 تشرين الثاني 2018. اطلع عليه بتاريخ 28 كانون الأول 2020. {{استشهاد ويب}}: تحقق من التاريخ في: |تاريخ الوصول= و|تاريخ أرشيف= (مساعدة)
48. ↑  "Presentation - Site du laboratoire ATILF". www.atilf.fr (بالإنجليزية). Archived from the original on 19 تشرين الأول 2020. Retrieved 2016-10-28. {{استشهاد ويب}}: تحقق من التاريخ في: |تاريخ أرشيف= (help)
49. ↑  "French Dictionary" (بالإنجليزية). Larousse. Archived from the original on 26 تشرين الأول 2016. Retrieved 28 October 2016. {{استشهاد ويب}}: تحقق من التاريخ في: |تاريخ أرشيف= (help)
50. ↑  "TLFi : Trésor de la Langue Française informatisé - Site du laboratoire ATILF". www.atilf.fr (بالفرنسية). Archived from the original on 2017-05-02. Retrieved 2016-10-28.
51. ↑  "نسخة مؤرشفة". مؤرشف من الأصل في 28 كانون الأول 2020. اطلع عليه بتاريخ 28 كانون الأول 2020. {{استشهاد ويب}}: تحقق من التاريخ في: |تاريخ الوصول= و|تاريخ أرشيف= (مساعدة)
52. ↑  "نسخة مؤرشفة". مؤرشف من الأصل في 7 تشرين الثاني 2020. اطلع عليه بتاريخ 28 كانون الأول 2020. {{استشهاد ويب}}: تحقق من التاريخ في: |تاريخ الوصول= و|تاريخ أرشيف= (مساعدة)
53. ↑  "نسخة مؤرشفة". مؤرشف من الأصل في 24 تشرين الثاني 2020. اطلع عليه بتاريخ 28 كانون الأول 2020. {{استشهاد ويب}}: تحقق من التاريخ في: |تاريخ الوصول= و|تاريخ أرشيف= (مساعدة)
54. ↑  "نسخة مؤرشفة". مؤرشف من الأصل في 13 تـمـوز 2020. اطلع عليه بتاريخ 28 كانون الأول 2020. {{استشهاد ويب}}: تحقق من التاريخ في: |تاريخ الوصول= و|تاريخ أرشيف= (مساعدة)
55. ↑  . TheHindu.com. Retrieved 11 July 2017. نسخة محفوظة 2 مارس 2020 على موقع واي باك مشين.
56. ↑  "Online edition of the 15 volumes of The (Explanatory) Dictionary of the Bulgarian Language (in Bulgarian)". many publishers, primarily The Academic Publishing House of The Institute for the Bulgarian Language. مؤرشف من الأصل في 28 تشرين الثاني 2020. اطلع عليه بتاريخ October 29, 2016. {{استشهاد ويب}}: تحقق من التاريخ في: |تاريخ أرشيف= (مساعدة)
57. ↑  "Güncel Türkçe Sözlük". مجمع اللغة التركية. مؤرشف من الأصل في 29 كانون الأول 2018. اطلع عليه بتاريخ 20 July 2020. {{استشهاد ويب}}: تحقق من التاريخ في: |تاريخ أرشيف= (مساعدة)
58. ↑  "نسخة مؤرشفة". مؤرشف من الأصل في 29 تشرين الأول 2020. اطلع عليه بتاريخ 28 كانون الأول 2020. {{استشهاد ويب}}: تحقق من التاريخ في: |تاريخ الوصول= و|تاريخ أرشيف= (مساعدة)
59. ↑  "نسخة مؤرشفة". مؤرشف من الأصل في 7 أيلول 2019. اطلع عليه بتاريخ 28 كانون الأول 2020. {{استشهاد ويب}}: تحقق من التاريخ في: |تاريخ الوصول= (مساعدة)
60. ↑  "Kielitoimiston sanakirja" (بالفنلندية). Institute for the Languages of Finland. Archived from the original on 28 كانون الأول 2020. Retrieved 2019-08-08. {{استشهاد ويب}}: تحقق من التاريخ في: |تاريخ أرشيف= (help)
61. ↑  "takealot.com". m.takealot.com. مؤرشف من الأصل في 5 تـمـوز 2020. اطلع عليه بتاريخ 2020-07-04. {{استشهاد ويب}}: تحقق من التاريخ في: |تاريخ أرشيف= (مساعدة)
62. ↑  "نسخة مؤرشفة". مؤرشف من الأصل في 17 كانون الأول 2020. اطلع عليه بتاريخ 28 كانون الأول 2020. {{استشهاد ويب}}: تحقق من التاريخ في: |تاريخ الوصول= و|تاريخ أرشيف= (مساعدة)
63. ↑  "Dictionnaire Le Grand Robert de la langue française" (بالفرنسية). Edition Le Robert. Archived from the original on 2019-05-13. Retrieved 2019-08-05.
64. ↑  "Österreichisches Wörterbuch, 43., aktualisierte Auflage, Buchhandelsausgabe mit Nutzerschlüssel | öbv Österreichischer Bundesverlag Schulbuch GmbH & Co. KG, Wien". www.oebv.at. مؤرشف من الأصل في 4 تـمـوز 2020. اطلع عليه بتاريخ 2020-07-04. {{استشهاد ويب}}: تحقق من التاريخ في: |تاريخ أرشيف= (مساعدة)
65. ↑  "Presentación" (بالإسبانية). الأكاديمية الملكية الإسبانية. Archived from the original on 2016-08-11. Retrieved 2016-08-06.
66. ↑  ماجد مەردۆخ ڕۆحانی (2018). فەرهەنگی زانستگای كوردستان. سنە، ئێران: پەخشانگای زانستگای كوردستان.
67. ↑  "Structure and history of the Dutch language". جامعة برلين الحرة, Department for Dutch Linguistics. 14 سبتمبر 2009. مؤرشف من الأصل في 2016-03-04. اطلع عليه بتاريخ 2011-06-26.
68. ↑  "Gran Diccionari de la llengua catalana | enciclopèdia.cat". www.enciclopedia.cat. مؤرشف من الأصل في 27 تشرين الأول 2020. اطلع عليه بتاريخ 2020-06-29. {{استشهاد ويب}}: تحقق من التاريخ في: |تاريخ أرشيف= (مساعدة)
69. ↑  Shouhui Zhao, Dongbo Zhang, The Totality of Chinese Characters – A Digital Perspective نسخة محفوظة July 16, 2011, على موقع واي باك مشين.
70. ↑  Daniel G. Peebles, SCML: A Structural Representation for Chinese Characters نسخة محفوظة 10 آذار 2016 على موقع واي باك مشين., May 29, 2007
71. ↑  فيكتور إتش ماير, Who Has the Biggest Dictionary? نسخة محفوظة 15 آب 2016 على موقع واي باك مشين., October 9, 2008. Retrieved 25 February 2017.
72. ↑  صخر، محمد الشارخ-. "حول المعجم المعاصر". المعجم المعاصر. مؤرشف من الأصل في 2020-12-12. اطلع عليه بتاريخ 2021-01-13.
73. ↑  mosaytech (25 يناير 2020). "المعجم المعاصر: أحدث مشروعات شركة صخر ومؤسسة الشارخ". صدى التقنية. مؤرشف من الأصل في 2021-01-13. اطلع عليه بتاريخ 2021-01-13.
74. 1 2  "İslâm Ansiklopedisi Online (in Turkish)" نسخة محفوظة 28 كانون الأول 2015 على موقع واي باك مشين. PDF "TDV Encyclopedia of Islam". Retrieved 02 February 2015
75. ↑  "نسخة مؤرشفة". مؤرشف من الأصل في 23 كانون الأول 2020. اطلع عليه بتاريخ 28 كانون الأول 2020. {{استشهاد ويب}}: تحقق من التاريخ في: |تاريخ الوصول= و|تاريخ أرشيف= (مساعدة)
76. ↑  "نسخة مؤرشفة". مؤرشف من الأصل في 26 شباط 2020. اطلع عليه بتاريخ 28 كانون الأول 2020. {{استشهاد ويب}}: تحقق من التاريخ في: |تاريخ الوصول= (مساعدة)
77. ↑  [وصلة مكسورة] نسخة محفوظة 2021-10-26 على موقع واي باك مشين.
78. ↑  "نسخة مؤرشفة". مؤرشف من الأصل في 21 آذار 2019. اطلع عليه بتاريخ 28 كانون الأول 2020. {{استشهاد ويب}}: تحقق من التاريخ في: |تاريخ الوصول= (مساعدة)
79. ↑  "نسخة مؤرشفة". مؤرشف من الأصل في 9 تشرين الثاني 2020. اطلع عليه بتاريخ 28 كانون الأول 2020. {{استشهاد ويب}}: تحقق من التاريخ في: |تاريخ الوصول= و|تاريخ أرشيف= (مساعدة)
80. ↑  "نسخة مؤرشفة". مؤرشف من الأصل في 30 أيار 2020. اطلع عليه بتاريخ 28 كانون الأول 2020. {{استشهاد ويب}}: تحقق من التاريخ في: |تاريخ الوصول= (مساعدة)
81. ↑  "نسخة مؤرشفة". مؤرشف من الأصل في 19 أيلول 2020. اطلع عليه بتاريخ 28 كانون الأول 2020. {{استشهاد ويب}}: تحقق من التاريخ في: |تاريخ الوصول= (مساعدة)
82. ↑  "نسخة مؤرشفة". مؤرشف من الأصل في 22 كانون الأول 2019. اطلع عليه بتاريخ 28 كانون الأول 2020. {{استشهاد ويب}}: تحقق من التاريخ في: |تاريخ الوصول= و|تاريخ أرشيف= (مساعدة)
83. ↑  Oxford Latin Dictionary, Oxford University Press, 1968.
84. 1 2  "نسخة مؤرشفة" (PDF). مؤرشف (PDF) من الأصل في 28 كانون الأول 2020. اطلع عليه بتاريخ 28 كانون الأول 2020. {{استشهاد ويب}}: تحقق من التاريخ في: |تاريخ الوصول= و|تاريخ أرشيف= (مساعدة)
85. 1 2  "نسخة مؤرشفة". مؤرشف من الأصل في 31 تشرين الأول 2020. اطلع عليه بتاريخ 28 كانون الأول 2020. {{استشهاد ويب}}: تحقق من التاريخ في: |تاريخ الوصول= و|تاريخ أرشيف= (مساعدة)
86. 1 2  "نسخة مؤرشفة". مؤرشف من الأصل في 4 أيلول 2014. اطلع عليه بتاريخ 28 كانون الأول 2020. {{استشهاد ويب}}: تحقق من التاريخ في: |تاريخ الوصول= (مساعدة)
87. 1 2  "نسخة مؤرشفة". مؤرشف من الأصل في 7 تشرين الثاني 2020. اطلع عليه بتاريخ 28 كانون الأول 2020. {{استشهاد ويب}}: تحقق من التاريخ في: |تاريخ الوصول= و|تاريخ أرشيف= (مساعدة)
88. ↑  "نسخة مؤرشفة" (PDF). مؤرشف (PDF) من الأصل في 11 كانون الأول 2020. اطلع عليه بتاريخ 28 كانون الأول 2020. {{استشهاد ويب}}: تحقق من التاريخ في: |تاريخ الوصول= و|تاريخ أرشيف= (مساعدة)
89. ↑  Blahuš, Marek. A Spell Checker for Esperanto. برنو : جامعة ماساريك، Faculty of Informatics, 2008. 40 pp. Bachelor thesis. Text in English. Supervisor RNDr. Petr Sojka, Ph.D. Available online:  نسخة محفوظة 12 نيسـان 2013 at Archive.is p. 17
90. ↑  "نسخة مؤرشفة". مؤرشف من الأصل في 28 كانون الأول 2020. اطلع عليه بتاريخ 28 كانون الأول 2020. {{استشهاد ويب}}: تحقق من التاريخ في: |تاريخ الوصول= و|تاريخ أرشيف= (مساعدة)
91. ↑  "نسخة مؤرشفة". مؤرشف من الأصل في 28 كانون الأول 2020. اطلع عليه بتاريخ 28 كانون الأول 2020. {{استشهاد ويب}}: تحقق من التاريخ في: |تاريخ الوصول= و|تاريخ أرشيف= (مساعدة)

### باللغة العربيَّة
1. ↑  حمزوي، محمد رشاد (1986). من قضايا المعجم العربي: قديمًا وحديثًا (ط. الأولى). منظمة الصحة العالمية. ص. 152. مؤرشف من الأصل في 29 كانون الأول 2020. اطلع عليه بتاريخ 28 ديسمبر 2020م. {{استشهاد بكتاب}}: تحقق من التاريخ في: |تاريخ الوصول= و|تاريخ أرشيف= (مساعدة)
2. 1 2  "كتاب "تاج العروس" موسوعة ثقافية شاملة". وكالة الأنباء الكويتية. 1 أبريل 2002. مؤرشف من الأصل في 2020-12-28. اطلع عليه بتاريخ 2020-12-28.
3. ↑  السيوطي، جلال الدين. المزهر في علوم اللغة وأنواعها (ط. الأولى). دار الكتب العلمية. ج. الأول. ص. 59-60. ISBN:978-2-7451-2528-6. مؤرشف من الأصل في 28 كانون الأول 2020. اطلع عليه بتاريخ 28 ديسمبر 2020م. {{استشهاد بكتاب}}: تحقق من التاريخ في: |تاريخ الوصول= و|تاريخ أرشيف= (مساعدة)
4. ↑  زهران، البدراوي (2009). المعجم العربي: تطور وتاريخ في ضوء نظريات علم الدلالة لدى المحدثين (ط. الأولى). دار الآفاق العربية. ج. الأول. ص. 34. ISBN:978-2-7451-2528-6. مؤرشف من الأصل في 28 كانون الأول 2020. اطلع عليه بتاريخ 28 ديسمبر 2020م. {{استشهاد بكتاب}}: تحقق من التاريخ في: |تاريخ الوصول= و|تاريخ أرشيف= (مساعدة)